# GZ Большой Медведицы
GZ Большой Медведицы (лат. GZ Ursae Majoris) — двойная затменная переменная звезда (E:) в созвездии Большой Медведицы на расстоянии приблизительно 726 световых лет (около 223 парсеков) от Солнца. Видимая звёздная величина звезды — от +10,78m до +10,56m.

## Характеристики
Первый компонент — жёлтая звезда спектрального класса G0.